# Matt McGrath (atleta)
Matthew John McGrath, detto Matt (Nenagh, 20 dicembre 1875 – New York, 29 gennaio 1941), è stato un martellista e tiratore di fune statunitense, vincitore di una medaglia d'oro e due d'argento ai Giochi olimpici.

## Biografia
Matt McGrath è nato a Nenagh, nella contea di Tipperary, in Irlanda e successivamente emigrò negli Stati Uniti. Fece parte del gruppo di atleti statunitensi di origine irlandese noto come Irish Whales.
Ha gareggiato per le squadre dell'Irish American Athletic Club, del New York Athletic Club e del New York City Police Department. Al momento della sua morte, all'età di 65 anni, aveva raggiunto il grado di ispettore, e nella sua carriera ha ricevuto per due volte la medaglia di merito del NYPD. Ha preso parte ai Giochi olimpici con la squadra statunitense nel 1908, 1912, 1920 e 1924 (all'età di 46 anni). Era noto come "uno dei più grandi lanciatori al mondo".
Non raggiunse successi nel lancio del martello fino ai 27 anni, quando arrivò al settimo posto nella classifica mondiale. Rimase nel novero dei migliori dieci martellisti fino all'età di 50 anni, divenendo uno degli atleti più longevi nella storia dello sport. Nel martello vinse sette volte il campionato AAU, stabilendo due record mondiali, riportando sette vittorie anche nel lancio del martello con maniglia corta (25,4 kg). Il suo miglior lancio è stato di 57,10 m, al Celtic Park di New York il 29 ottobre 1911.
McGrath partecipò ai Giochi olimpici di Londra 1908, conquistando la medaglia d'argento nel lancio del martello, alle spalle del connazionale John Flanagan, alla terza vittoria consecutiva. A Stoccolma 1912 McGrath dominò l'evento del lancio del martello, stabilendo un record olimpico che rimase imbattuto per 24 anni.
Ai Giochi di Anversa 1920, McGrath, pur partendo favorito, terminò solo al quinto posto, per un infortunio, nella gara del lancio del martello vinta dal connazionale e compagno di squadra nell'Irish American Athletic Club Patrick Ryan. A Parigi 1924 vinse una medaglia d'argento, nuovamente nel lancio del martello, all'età di 46 anni. Tentò ancora la partecipazione ai Giochi di Amsterdam 1928 ma mancò la qualificazione nella squadra olimpica.
Nel settembre 2002, la città di Nenagh ha eretto una statua in suo onore nella piazza principale.

## Palmarès
| Anno | Manifestazione  | Sede      | Evento              | Risultato | Prestazione | Note            |
| ---- | --------------- | --------- | ------------------- | --------- | ----------- | --------------- |
| 1908 | Giochi olimpici | Londra    | Lancio del martello | Argento   | 51,18 m     |                 |
| 1912 | Giochi olimpici | Stoccolma | Lancio del martello | Oro       | 54,74 m     | Record olimpico |
| 1924 | Giochi olimpici | Parigi    | Lancio del martello | Argento   | 50,840 m    |                 |